# Рідер (Західна Вірджинія)
Рідер (англ. Reader) — переписна місцевість (CDP) в США, в окрузі Ветзел штату Західна Вірджинія. Населення — 278 осіб (2020).

## Географія
Рідер розташований за координатами 39°34′11″ пн. ш. 80°43′55″ зх. д. / 39.56972° пн. ш. 80.73194° зх. д. (39.569762, -80.731841).  За даними Бюро перепису населення США в 2010 році переписна місцевість мала площу 2,45 км², з яких 2,41 км² — суходіл та 0,05 км² — водойми.

## Демографія
Згідно з переписом 2010 року, у переписній місцевості мешкало 397 осіб у 171 домогосподарстві у складі 120 родин. Густота населення становила 162 особи/км².  Було 186 помешкань (76/км²).
Расовий склад населення:
| - 99,7 % — білих - 0,3 % — корінних американців |

До двох чи більше рас належало 0,0 %. Частка іспаномовних становила 0,0 % від усіх жителів.
За віковим діапазоном населення розподілялося таким чином: 21,4 % — особи молодші 18 років, 58,4 % — особи у віці 18—64 років, 20,2 % — особи у віці 65 років та старші. Медіана віку мешканця становила 43,9 року. На 100 осіб жіночої статі у переписній місцевості припадало 100,5 чоловіків;  на 100 жінок у віці від 18 років та старших — 96,2 чоловіків також старших 18 років.
Медіана доходів становила 76 797 доларів для чоловіків та 21 094 долари для жінок. За межею бідності перебувало 8,9 % осіб, у тому числі 18,2 % дітей у віці до 18 років та 14,0 % осіб у віці 65 років та старших.
Цивільне працевлаштоване населення становило 124 особи. Основні галузі зайнятості: будівництво — 38,7 %, освіта, охорона здоров'я та соціальна допомога — 26,6 %, сільське господарство, лісництво, риболовля — 21,0 %.